# Бухути Закариадзе
Бухути Александрович Закариадзе (на грузински: ბუხუტი ალექსანდრეს ძე ზაქარიაძე; 14 юни 1913 г., Сангачали, Бакинска губерния, Руска империя – 12 февруари 1988 г., Тбилиси, Грузинска ССР, СССР) – театрален и филмов актьор, народен артист на Грузинската ССР (1965). По-малък брат е на актьора Серго Закариадзе.

## Биография
Роден в село Сангачали (сега част от Баку) в провинция Баку.
От 1930 до 1954 г. работи в театрите на Хони, Телави, Батуми, Сухуми, театъра на К. Марджанишвили.
През 1941 – 1946 г. и от 1954 г. – актьор на Театър Руставели.
Започва да се снима във филми в средата на 50-те години. Той играе ролята на Йосиф Сталин във филмовата епопея „Освобождение“ (материал от филма по-късно е използван за филмите „Великият командир Георгий Жуков“ и „Трагедията на века“).

## Признание и награди
- Орден на значката на честта (1958)
- Заслужил артист на Грузинската ССР (1958)[2]
- Народен артист на Грузинската ССР (1965)